# Route principale 15 (Suisse)
Pour les articles homonymes, voir H15 et Route 15.
La Route principale 15 est une route principale suisse reliant Thayngen à Rapperswil-Jona. Elle contourne Zurich par l'est.

## Parcours
- Thayngen
- Schaffhouse
- Andelfingen
- Winterthour
- Rüti
- Rapperswil-Jona